# Aeroportul Phu Cat
Aeroportul Phu Cat (IATA: UIH, ICAO: VVPC) este un aeroport din Bình Định⁠(d), Vietnam ce deservește zona Quy Nhơn⁠(d). Aeroportul a fost tranzitat în 2017 de 1.500.000 de pasageri.
Situat la o altitudine de 24 m, aeroportul dispune de 1 pistă.

## Infrastructură

### Piste
Aeroportul dispune de o singură pistă. Pista 15/33 are suprafața de asfalt și dimensiunile 3.000 m × 45 m. 